# Quiloteri
Els quiloteris (Chilotherium) són un gènere extint de mamífers perissodàctils de la família dels rinoceronts (Rhinocerotidae) que tingueren una amplíssima distribució al Vell Món des del Miocè inferior fins al Pliocè superior, fa entre 3,6 i 20,5 milions d'anys. Se n'han trobat restes fòssils a Bulgària, Grècia, l'Índia, el Kazakhstan, el Kirguizstan, el Marroc, Moldàvia, Mongòlia, el Pakistan, Rússia, el Tadjikistan, Tailàndia, Turquia, Ucraïna, Uganda, el Vietnam i la Xina. A diferència d'altres rinoceronts, mancaven de banyes. Mostraven un alt grau d'hipsodòncia i adaptacions al pasturatge.